# رولاند برينكمان
رولاند برينكمان (بالألمانية: Roland Brinkmann) (و. 1898 – 1995 م) هو جيولوجي، وأستاذ جامعي، من ألمانيا، كان عضوًا في الأكاديمية الألمانية للعلوم ليوبولدينا، توفي في هامبورغ، عن عمر يناهز 97 عاماً.

## مناصب وهيئات
أدار جامعة هامبورغ، وجامعة ماينتس، وجامعة بون، وجامعة غوتينغن.

## جوائز
حصل على جوائز منها:
- Hans Stille Medal [الإنجليزية]‏ (1948).